# Порос (город)
По́рос (греч. Πόρος) — город, расположенный в 58 км от Пирея на острове Порос в заливе Сароникос в Греции. Административный центр общины Порос. Население — 3651 житель по переписи 2011 года.

## Современное положение
В летнее время город, как место отдыха, привлекает многочисленных иностранных туристов, а также жителей Греции.
В городе расположено военно-морское училище.

## Транспорт
Ежедневное сообщение с Афинами осуществляется посредством паромов (1 час в пути). Паромное сообщение имеется с островами Эгина, Идра; с городами Галатас и Метана.

## Население
| Год  | Население, человек |      |
| ---- | ------------------ | ---- |
| Год  | 1991               | 3361 |
| 2001 | 4059               |      |
| 2011 | ↘ 3651             |      |